# José Oscar Herrera
José Oscar Herrera (Tala, 17 juni 1965) is een voormalig  profvoetballer uit Uruguay. Hij speelde als verdediger en beëindigde zijn actieve carrière in 2002 bij Montevideo Wanderers. Met Peñarol won hij driemaal de Uruguayaanse landstitel: 1985, 1986 en 1987.

## Interlandcarrière
Herrera speelde in totaal 56 interlands voor zijn vaderland Uruguay, en scoorde vier keer voor de Celeste. Onder leiding van bondscoach Roberto Fleitas maakte hij zijn debuut voor de nationale ploeg op 7 augustus 1988 in de vriendschappelijke uitwedstrijd tegen Colombia (2-1), evenals Nelson Cabrera, Héctor Morán en Rubén Pereira. Herrera luisterde zijn debuut op met een doelpunt. Hij nam met zijn vaderland drie keer deel aan de Copa América (1989, 1993 en 1995), en aan de WK-eindronde van 1990 in Italië.
| Interlanddoelpunten | Interlanddoelpunten | Interlanddoelpunten | Interlanddoelpunten | Interlanddoelpunten | Interlanddoelpunten | Interlanddoelpunten | Interlanddoelpunten |
| #                   | Datum               | Locatie             | Wedstrijd           | Goal(s)             | Score               | Uitslag             | Wedstrijd           |
| ------------------- | ------------------- | ------------------- | ------------------- | ------------------- | ------------------- | ------------------- | ------------------- |
| 1                   | 07/08/1988          | Bogotá              | Colombia – Uruguay  | 74'                 | 1 – 1               | 2 – 1               | Oefeninterland      |
| 2                   | 27/09/1988          | Asunción            | Uruguay – Ecuador   | 84'                 | 2 – 1               | 2 – 1               | Oefeninterland      |
| 3                   | 23/05/1989          | Quito               | Ecuador – Uruguay   | 90'                 | 1 – 1               | 1 – 1               | Oefeninterland      |
| 4                   | 25/07/1993          | San Cristóbal       | Venezuela – Uruguay | 59'                 | 0 – 1               | 0 – 1               | WK-kwalificatie     |

## Erelijst
Peñarol
- Uruguayaans landskampioen

1985, 1986, 1987
 Uruguay
- Copa América

1995